# Nevil Sidgwick
Nevil Vincent Sidgwick (* 8. Mai 1873 in Oxford; † 15. März 1952 ebenda) war ein britischer Chemiker.
Die Vorfahren von Sidgwick waren Bauern in Yorkshire. Sein Urgroßvater hatte eine Baumwollspinnerei in Skipton und sein Großvater William Sidgwick wurde Wrangler in Cambridge und war bis zu seinem Tod 1841 Direktor (Headmaster) der Skipton School. Sein Vater Henry Sidgwick war Professor für Moralphilosophie in Cambridge und dessen Bruder Arthur Sidgwick war Reader für Griechisch am Corpus Christi College in Oxford. Die Tante Mary Sidgwick heiratete Edward White Benson, später Erzbischof von Canterbury.
Sidgwick studierte in Oxford (bei Augustus George Vernon Harcourt), ab 1898 in Leipzig und danach in Tübingen, wo er 1901 als akademischer Schüler von Hans von Pechmann promoviert wurde (Über Acetondipropionsäure und ihre Derivate). Danach lehrte er in Oxford, wo er Fellow am Lincoln College war, ab 1935 mit voller Professur. 1948 wurde er emeritiert.
Er befasste sich mit theoretischer Chemie, besonders in Organischer Chemie, Strukturaufklärung (Tautomerie, Isomerie) und Theorie der (kovalenten) Bindung (Bedeutung von Koordinativer Bindung, Wasserstoffbrückenbindung). 1927 führte er den Begriff inert pair ein (Effekt des inerten Elektronenpaares). Bekannt wurde er durch sein Buch The electron theory of valency von 1927, in dem er, aufbauend auf Erkenntnissen von Charles Bury den Aufbau des Periodensystems aus der Atomtheorie durch Elektronenkonfigurationen darstellte. In seiner Bakerian Lecture brachte er Molekülgeometrie mit der Zahl der Valenzelektronenpaare zusammen, später ausgebaut als VSEPR-Modell (Ronald Gillespie, Ronald Nyholm 1957).
Sidgwick war Fellow der Royal Society (1922) und erhielt 1937 die Royal Medal. 1938 wurde er in die American Academy of Arts and Sciences gewählt. 1941 erhielt er den Liversidge Award der Royal Society of Chemistry.

## Schriften
- Organic Chemistry of Nitrogen. 1910, 3. Auflage, Clarendon Press, Oxford 1966
- The Electronic theory of valency. Oxford: Clarendon Press 1927, Archive
- Some physical properties of the covalent link in chemistry. Cornell University Press 1933
- Tables of Dipole Moments. London, Publ. Faraday Society 1934 (mit G. C. Hampson und R. J. B. Marsden)
- The Chemical Elements and their Compounds. 2 Bände, Oxford: Clarendon Press 1950